# Oreoglanis tenuicauda
Oreoglanis tenuicauda är en fiskart som beskrevs av Vidthayanon, Saenjundaeng och Ng 2009. Oreoglanis tenuicauda ingår i släktet Oreoglanis och familjen Sisoridae. IUCN kategoriserar arten globalt som otillräckligt studerad. Inga underarter finns listade i Catalogue of Life.